# Quan hệ Israel – Tòa Thánh
Quan hệ Israel – Tòa Thánh đề cập đến quan hệ ngoại giao giữa Tòa Thánh và Nhà nước Israel. Quan hệ ngoại giao chính thức giữa hai quốc gia này được thành lập vào năm 1993 sau khi thông qua Hiệp định cơ bản của hai nước vào ngày 30 tháng 12 năm 1993. Tòa Khâm sứ Tòa thánh Vatican tại Israel và đại sứ quán Israel tại Roma được thành lập ngày 19 tháng 1 năm 1994. Nhìn chung, việc thiết lập quan hệ ngoại giao giữa hai bang là một phần của sự hòa giải Kitô hữu - Do Thái; và theo quan điểm của Israel là một việc bình thường hóa quan hệ ngoại giao. Trước khi thiết lập quan hệ ngoại giao, lợi ích của Giáo hội Công giáo ở Israel được chăm sóc bởi Sứ thần Tòa Thánh tại Jerusalem và Palestine, Thượng phụ La-tinh của Tòa Thượng phụ Jerusalem và Giám mục Đất Thánh, tất cả đều tiếp tục hoạt động.
Andrea Cordero Lanza di Montezemolo được bổ nhiệm làm Sứ thần Tòa Thánh đầu tiên tại Israel, Shmuel Hadas được bổ nhiệm làm Đại sứ đầu tiên của Israel tại Tòa Thánh vào tháng 9 năm đó. Sứ thần Tòa Thánh hiện tại tại Israel là Leopoldo Girelli, người được bổ nhiệm vào ngày 13 tháng 9 năm 2017. Ông là vị sứ thần tiếp nối các vị Giuseppe Lazzarotto, người được bổ nhiệm vào năm 2012, Antonio Franco, người được bổ nhiệm vào năm 2006, Pietro Sambi, người được bổ nhiệm vào năm 1998 và Sứ thần Tiên khởi tại Israel, Andrea Cordero Lanza di Montezemolo.
Đại sứ Israel hiện tại tại Tòa Thánh là Zion Evrony, người được bổ nhiệm vào ngày 31 tháng 7 năm 2012. Ông kế nhiệm các quan chức Mordechay Lewy, được bổ nhiệm vào tháng 5 năm 2008, Oded Ben-Hur (từ tháng 6 năm 2003), Yosef Neville Lamdan (từ tháng 9 năm 2000), Aharon Lopez (từ tháng 4 năm 1997) và Shmuel Hadas (từ tháng 9 năm 1994).

## Quan hệ ngoại giao giữa Israel và Tòa Thánh
Thỏa thuận cơ bản giữa Tòa thánh và Nhà nước Israel đã được Tòa Thánh và Nhà nước Israel ký vào ngày 30 tháng 12 năm 1993. Nó đề cập đến quyền tài sản và miễn thuế của Giáo hội Công giáo Rôma trong lãnh thổ Israel. Theo kết quả của Hiệp định, Vatican được thành lập ngày 15 tháng 6 năm 1994, toàn bộ quan hệ ngoại giao với Israel, và bổ nhiệm một Sứ đồ Tòa Thánh đến Israel. Một số vấn đề nổi bật vẫn phải được giải quyết.